# Eu Te Amo, Renato
Eu Te Amo, Renato é um filme brasileiro que aborda o tema LGBT. Foi criado e dirigido por Fabiano Cafure, com direção de fotografia de Marcio Thees com colaboração de Flávia Arruda. Nos papéis centrais estão os atores Felippe Vaz, Vinicius Moulin e Ingrid Conte, ele foi lançado em 11 de outubro de 2012.

## Sinopse
A trama se passa no ano de 1996 e Beto (Felippe Vaz)  namora com Adriana (Ingrid Conte) e seu melhor amigo é André (Vinícius Moulin) e em um final de semana os Beto, Adriana e André vão passar um final de semana em sítio e lá os 3 começam a viver um romance a três, com o tempo Beto e André ficam sozinhos, sem a presença de Adriana, eles se apaixonam e começam as fazer as coisas juntos.  O família de André não aceita a sua bissexualidade, no final do filme ele morre e deixa Beto sozinho. O filme é uma homenagem a Renato Russo e toca muitas músicas dele, o dia da morte de André é 11 de outubro de 1996, o mesmo dia em que Renato Russo morreu.

## Todo o Tempo do Mundo
Passa-se 10 anos e 2006 continua a história de Beto e André em uma série chamada "Todo o Tempo do Mundo" também produzida por Fabiano Cafure, desde que seu amor morreu, Beto não conseguiu mais se firmar na vida, usa drogas e começa a sair com várias pessoas, mas não consegue esquecer André. Em paralelo a isso André e Beto vivem uma história de amor em sonho, quando Beto está dormindo. Mas Beto busca a libertação e superar a perda de André, através de vários flashbacks.

## Produção
O filme é uma produção de baixo custo, nenhum dos atores do filme recebeu remuneração pelo seu trabalho. "Os planos de filmagens são outros e tratamento da imagem e de cores é diferente. No cinema, a mídia é muito específica. O que temos é um material de qualidade, mas com um formato compatível com a web", disse Fabiano Cafure sobre a produção. O filme foi financiado por amigos e empresas.

## Elenco
- Felippe Vaz como Beto
- Vinícius Moulin como André
- Ingrid Conte como Adriana
- Flávia Arruda
- Dadá Maia
- Irene Alonso
- David Manzano
- Raquel Matos